# Andrej Korosteljev
Andrej Korosteljev (15. prosinca 1995.), bivši hrvatski gimnastičar i hrvatski državni reprezentativac. 
Umirovio se krajem 2016. ili 2017. godine.

## Sudjelovanja na velikim natjecanjima
- europska prvenstva

- svjetska prvenstva

Sudionik svjetskog prvenstva koje se je održalo od 30. rujna do 6. listopada 2013. godine u Antwerpenu.

## Element "Korosteljev"
Pružena šrauba od 540° koja se pretvara u salto naprijed i završava na noge
Element na parteru vrlo visoke težinske vrijednosti (E).
Prvi puta ga je prijavio i izveo na ?, a 2016. godine upisan je pod njegovim prezimenom u Pravilnik Međunarodne gimnastičke federacije.